# Lhôpital
Lhôpital è un ex comune francese di 60 abitanti situato nel dipartimento dell'Ain della regione Alvernia-Rodano-Alpi. Il 1º gennaio 2019 è stato accorpato al comune di Surjoux per formare il nuovo comune di Surjoux-Lhopital.

## Società

### Evoluzione demografica
Abitanti censiti